# Atentat na Šinza Abeja
8. julija 2022 ob približno 11.30 JST (UTC+9) je bil v bližini postaje Jamato-Saidaiji v Nari v prefekturi Nara Šinzo Abe, nekdanji japonski premier, dvakrat ustreljen med predvolilnim govorom za lokalnega kandidata liberalno-demokratske stranke, katere član je bil tudi Abe. V napadu z improvizirano dvocevno šibrovko je bil kritično ranjen, ni kazal vitalnih znakov življenja, doživel je srčni zastoj. Japonski državni mediji so kmalu zatem sporočili, da je ob 5:03, pet ur in pol po napadu, umrl v bolnišnici.
Osumljenec, Tecuma Jamagami, je bil na kraju incidenta prijet in aretiran zaradi suma poskusa umora, ki je bilo kasneje spremenjeno v sum umora. Jamagami je preiskovalcem povedal, da je nasprotoval Unifikacijski Cerkvi zaradi bankrota svoje mame ter je Abeja ustrelil, saj je verjel, da je bil blizu članom Unfikacijske Cerkve in je po Japonskem širil njen vpliv.
Številni svetovni voditelji so Abejeve dosežke odobravali in so bili ob njegovi smrti močno užaloščeni. Njegov atentat je bil prvi atentat na bivšega japonskega predsednika vlade po atentatu na Saita Makota ter Takašija Korekijo med incidentom 26. februarja 1936 ter tudi prvi atentat na voditelja države članice G7 po atentatu na italijanskega politika Alda Mora leta 1978.

## Ozadje

### Odnosi med Abejevo družino in Unifikacijsko Cerkev
Šinzo Abe je imel tako kot njegov oče Šintaro Abe in njegov dedek Nobusuke Kiši, dolgoletne povezave z Unifikacijsko Cerkvijo, kontroverzno novo religijo iz Južne Koreje. Cerkev je javnosti postala znana v času predsednikovanja dedka uživala podporo Liberalno-demokratske stranke navkljub ignoriranju večine novinarjev. Leta 2006 je Abe z nekaterimi drugimi ministri med svojim prvim mandatom ustanovil Univerzalno Mirovno Federacijo (UPF), nevladno organizacijo, ki je bila s Cerkvijo povezana.

### Abejev urnik
Šinzo Abe bi moral 8. julija najprej imeti govor v prefekturi Nagano v podporo Sanširi Matsujami, kandidatu Liberalno-demokratske stranke (LDP) na prihajajočih volitvah. Zaradi obtožb o korupciji je bil 7. julija dogodek odpovedan in nadomeščen z govorom v podporo Keji Satu, predstavniku LDP v prefekturi Nara. Lokalni odbor LDP je dejal, da govor v prefekturi Nara ni bil splošno znan, dogodek pa je na Twitterju in z oglasnim tovornjakom oglaševala NHK.
8. julija 2022 ob 11:10 je Sato pričel z govorom v križišču pri severnem izhodu železniške postaje Jamato-Saidaj v Nari. Abe je prispel devet minut kasneje in svoj govor začel ob približno 11:29. Publika ga je poslušala z okoliških pločnikov.

## Časovnica

### Atentat
Med Abejevim govorom zunaj postaje Jamato-Sajdaj se je strelec navkljub varnostnikom približal na le nekaj metrov. Ob 11:30 je bil Abe ustreljen v hrbet z doma izdelanim orožjem, podobnim odrezani dvocevni šibrovki. Šibre so zadele Abejevo srce, ta se je po strelu zgrudil na tla. Abejevi varnostniki so strelca prijeli, ta se pridržanju ni upiral.
Abe je bil takoj po streljanju sprva pri zavesti in je z reševalci komuniciral. S helikopterjem so ga prepeljali v lokalno bolnišnico. Iz bolnišnice Nara Medical University v Kašihariju so ob njegovem prihodu sporočili, da je imel rano na prsnem košu in da ni kazal vitalnih znakov. Poročali so, da je bil Abe nezavesten in da je doživel zastoj srca; to medicinsko stanje pa se na Japonskem pogosto uporablja pred uradno potrditvijo mrliškega oglednika. Na novinarski konferenci, ki je potekala od 14.45 JST, je premier Fumio Kišida potrdil Abejevo kritično stanje in da »zdravniki v tem trenutku delajo vse, kar lahko«.
Abe je bil za mrtvega razglašen ob 5:03, približno pet ur in pol po streljanju. Star je bil sedeminšestdeset let. Hidetada Fukušima, zdravnik v bolnišnici, je kot razlog Abejeve smrti navedel izgubo krvi navkljub 4 uram krvnih transfuzij.
Abe je bil prvi bivši atentirani japonski premier po atentatu na Saita Makota un Takahašija Korekija, ki sta bila ubita med incidentom 26. februarja 1936; prvi japonska oseba na zakonodajnem položaju po atentatu na Kokija Išija leta 2002 in prvi japonski atentirani politik med volilno kampanjo po takratnem županu Nagasakija, Iču Itohu, ki je bil ustreljen leta 2007.

### Posledice
V kabinetu predsednika vlade je bil ustanovljen center za krizno upravljanje. Premier Fumio Kišida, ki je bil zaradi predvolilne kampanje v prefekturi Jamagata, je odpovedal svoje preostale nastope in se vrnil v Tokio. Vsi drugi člani sedanjega kabineta so bili po podatkih glavnega sekretarja predsednikovega kabineta Hirokazuja Macune tudi poklicani nazaj v Tokio, z izjemo zunanjega ministra Jošimasija Hajašija, ki je bil v Indoneziji na zasedanju G20. Po besedah predstavnikov Liberalno-demokratske stranke je Abe umrl v bolnišnici.

### Vizitacije
Ob približno 9. uri zvečer je bolnišnico obiskal Jošihide Suga. Kmalu za njim je bolnišnico obiskal tudi generalni sekretar Hirokazu Macuno. Abejevo truplo je prejelo uradno obdukcijo in je 9. julija ob 5:55 zjutraj odšlo iz bolnišnice skupaj z njegovo vdovo, Akijo Abe. 5 vozil in več njegovih starejših sodelavcev, med njimi tudi nekdanji minister za obrambo Tomomi Inada, je v konvoju prepeljalo Abejevo truplo nazaj na njegov dom v Tokiju. Ob 13:35 je karavana tudi prispela v Tokio. Pričakali so jih Sanae Takaiči, predsednik odbora za pravila LDP, Tatsuo Fukuda, predstavnik generalnega koncila LPD in Hišaši Hijeda, predsednik podjetja Fujisankei Communcations in Abejev prijatelj. Več vidnih japonskih politikov je nato prišlo na obisk in izrazilo sožalje.

## Osumljenec
Tecuja Jamagami (japonsko 山上徹也), 41-letni prebivalec Nare in bivši pripadnik mornariških teritorialnih sil, je bil na kraju aretiran zaradi suma poskusa umora in je bil prepeljan na zahodno policijsko postajo v Nari. Jamagami je preiskovalcem dejal, da je »bil z bivšim predsednikom vlade nezadovoljen in ga je nameraval ubiti«.

## Odzivi
Številni svetovni voditelji so ob novici o smrti Šinza Abeja izrekli sožalja. Ursula von der Leyen je atentat označila za »brutalen in strahopeten umor«. Ob novici o umoru je bil globoko užaloščen tudi Jens Stoltenberg. Narendra Modi, indijski premier, je ob prejetju novice v Indiji razglasil dan žalovanja.